# Lorentzmedaljen

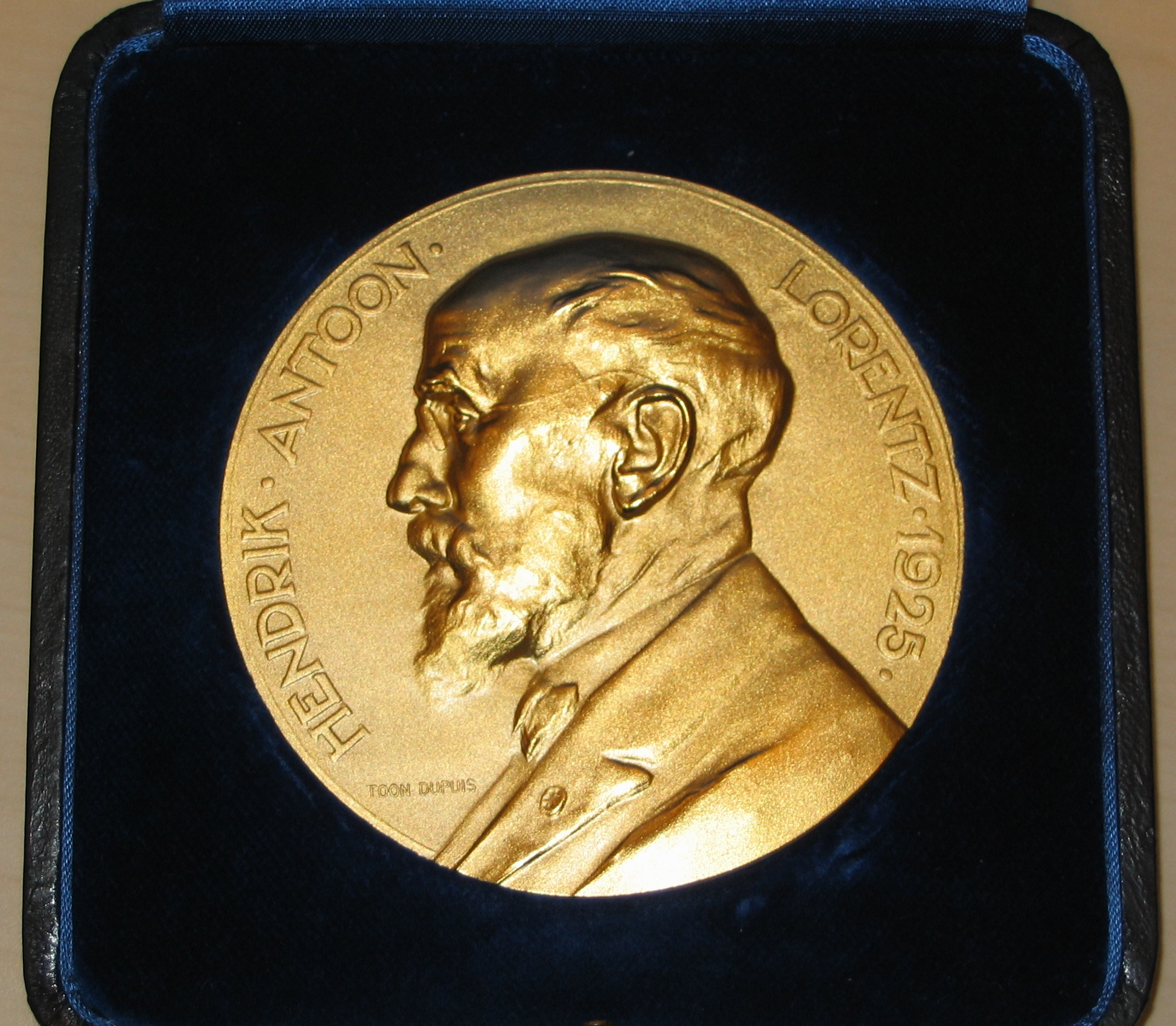
Lorentzmedaljen.

Lorentzmedaljen är en utmärkelse som delas ut vart fjärde år av Kungliga nederländska vetenskapsakademien. Den instiftades 1925 med anledning 50-årsminnet av Hendrik Lorentz doktorsgrad. Guldmedaljen utdelas för viktiga bidrag inom teoretisk fysik.

## Pristagare
- 1927 Max Planck
- 1931 Wolfgang Pauli
- 1935 Peter Debye
- 1939 Arnold Sommerfeld
- 1947 Hendrik A. Kramers
- 1953 Fritz London
- 1958 Lars Onsager
- 1962 Rudolf Peierls
- 1966 Freeman Dyson
- 1970 George Uhlenbeck
- 1974 John H. van Vleck
- 1978 Nicolaas Bloembergen
- 1982 Anatole Abragam
- 1986 Gerard 't Hooft
- 1990 Pierre-Gilles  de Gennes
- 1994 Alexander Polyakov
- 1998 Carl E. Wieman och Eric A. Cornell
- 2002 Frank Wilczek
- 2006 Leo Kadanoff
- 2010 Edward Witten
- 2014 Michael Berry
- 2018 Juan Martín Maldacena
- 2022 Daan Frenkel[1]